# Peribatodes rhomboidaria
Peribatodes rhomboidaria là một loài bướm đêm thuộc họ Geometridae. Đây là một loài phổ biến ở châu Âu và các khu vực lân cận (Cận Đông và Maghreb). Trong khi nó được tìm thấy rộng rãi trên khắp các quốc gia Scandinavia, nơi có khí hâu đại dương, thì chúng không có mặt ở các vùng thuộc Liên Xô cũ, nơi có cùng vĩ độ nhưng có khí hậu lục địa hơn.
Có tới 4 phân loài được liệt kê bởi một số tác giả, trong khi những người khác coi chúng là một loài đơn hình hoặc chỉ chấp nhận rhomboidaria và sublutearia là khác biệt:
- Peribatodes rhomboidaria corsicaria (Schawerda 1931)
- Peribatodes rhomboidaria defloraria (Dannehl 1928)
- Peribatodes rhomboidaria rhomboidaria (Denis & Schiffermüller, 1775)
- Peribatodes rhomboidaria sublutearia (Zerny 1927)

Dưới đồng nghĩa sơ của nó Geometra rhomboidaria, Peribatodes rhomboidaria là loài điển hình thuộc chi Peribatodes. Lúc đầu chúng được đề xuất như là một phân chi của Boarmia nhưng cuối cùng được nâng lên cấp bậc chi đầy đủ.

## Mô tả và sinh thái

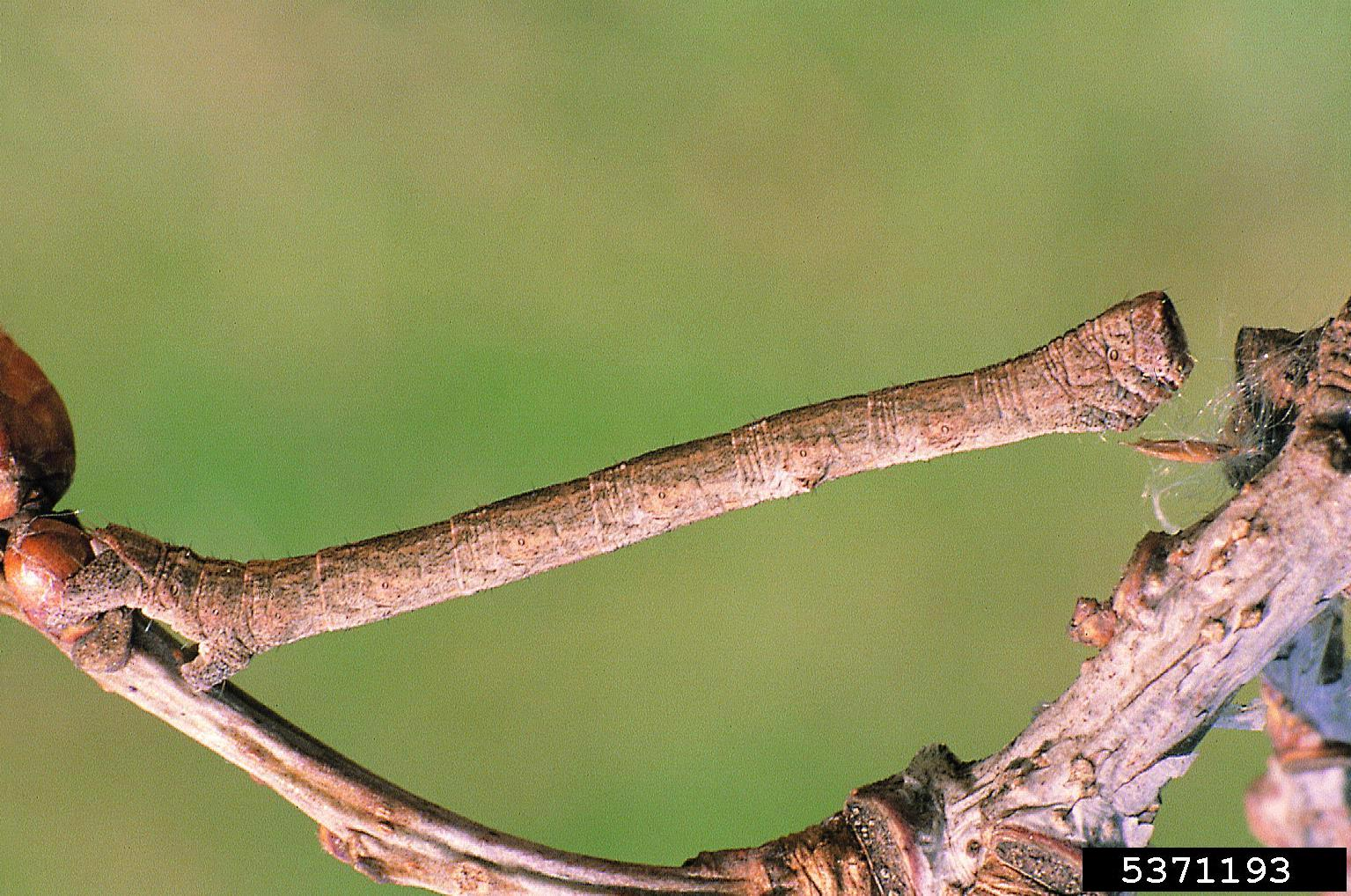
Sâu bướm

Con trưởng thành có sải cánh 40–48 mm. Loài bướm này sinh sống ở rừng gỗ, vườn. Mỗi năm có 1 đến hai lứa tùy theo địa điểm. Sâu bướm và ấu trùng màu nâu đỏ.

### Cây chủ
Các cây chủ gồm:
- Betula (bạch dương)
- Camellia sinensis (chè)
- Clematis (ông lão) – không ở Phần Lan
- Crataegus (táo gai)
- Hedera (dây trường xuân)
- Ligustrum (thủy lạp) – không ở Phần Lan
- Malus (táo tây)
- Prunus (mận, anh đào, đào) – bao gồm mận gai (P. spinosa) – không ở Phần Lan – và có thể cả những loài khác
- Taxus (thanh tùng)
- Vitis (nho)

## Đồng nghĩa
Đồng nghĩa sơ của Peribatodes rhomboidaria:
- Geometra rhomboidaria Denis & Schiffermüller, 1775
- Boarmia corsicaria Schawerda, 1931
- Boarmia defloraria Dannehl, 1928
- Peribatodes dragone de Laever & Parenzan, 1986
- Boarmia psoralaria Millière, 1885
- Boarmia syritaurica Wehrli, 1931

## Hình ảnh

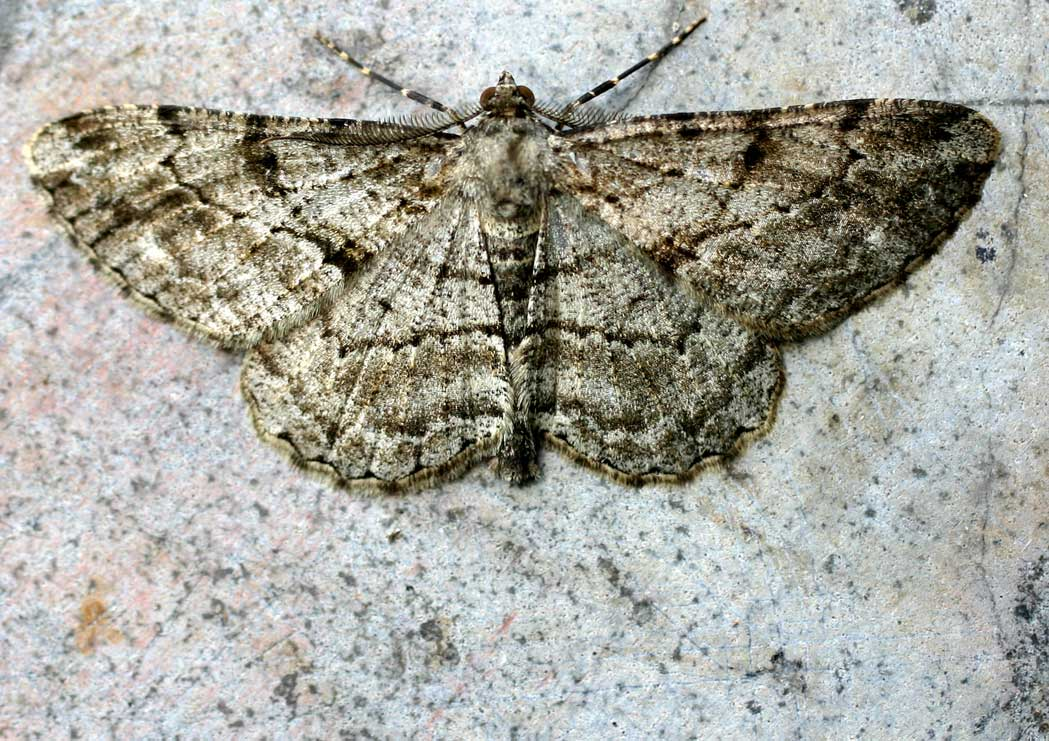
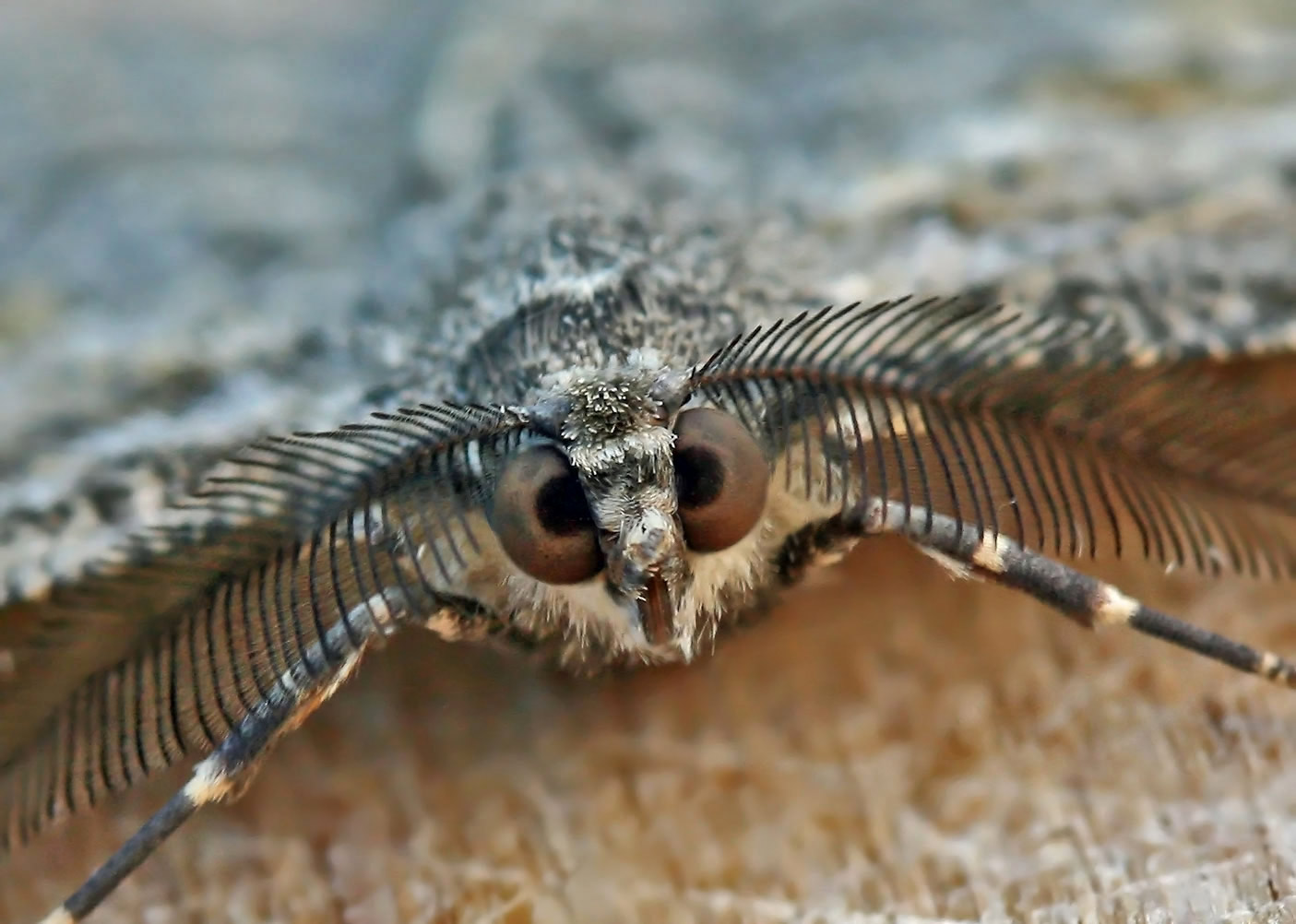
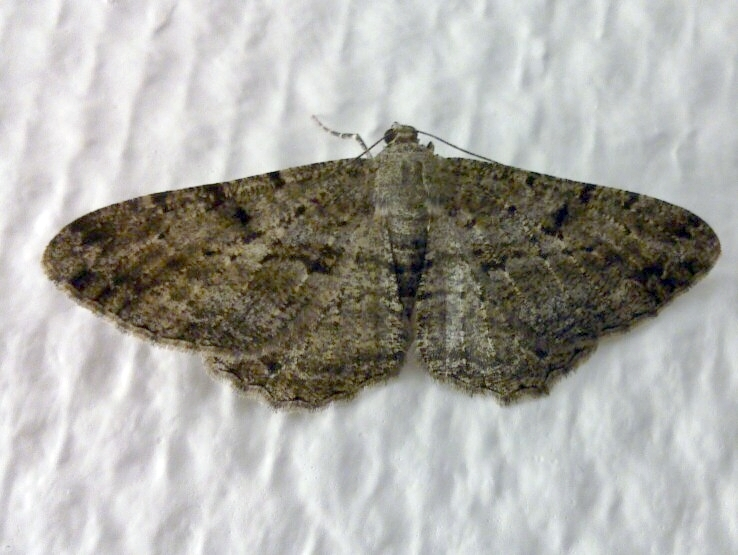
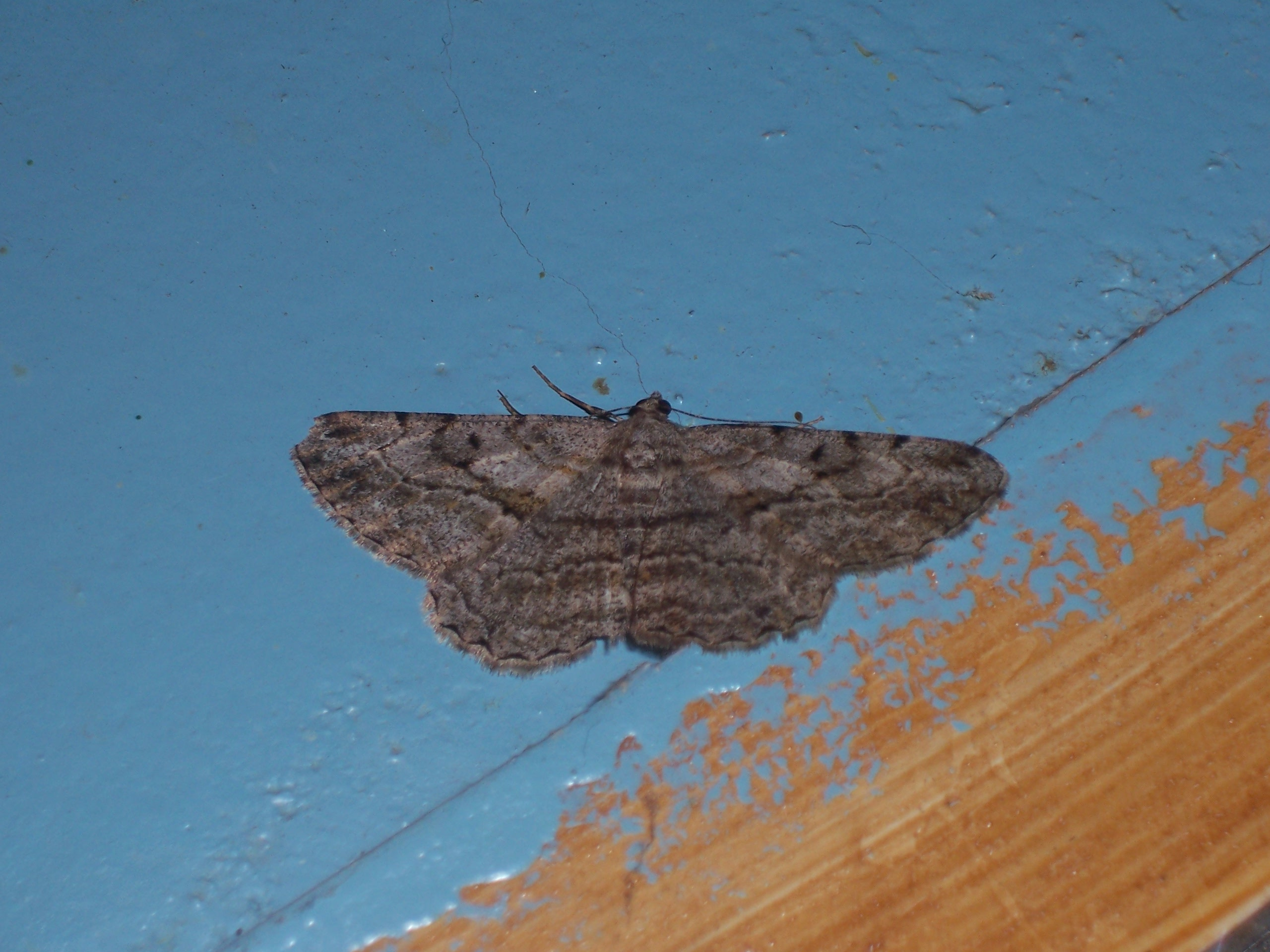